# Альба, Луис де
Луис Альба Гарсия, более известный как Луис де Альба (исп. Luis Alba García, mas conocido como Luis de Alba) (7 марта 1945, Веракрус, Веракрус, Мексика) — мексиканский актёр-комик, сценарист и телеведущий.

## Биография
Родился 7 марта 1945 года в Веракрусе. В мексиканском кинематографе дебютировал в 1958 году ребёнком, снявшись в телесериале Гутьерритос в роли Хулио Сесара и с тех пор снялся в 83 работах в кино и телесериалах в качестве актёра и сценариста. В юности он вошёл в индустрию развлечений, снимаясь в радионовеллах, в которых он выделялся ролью Солина, в популярной радиопередаче «Калиман» вместе с Луисом Мануэлем Пелайо, а также дублируя различные программы и рекламные ролики (фактически, как Любопытно, что ходит слух, что он был первым голосом осла Пепе Труено в классических короткометражках Tiro Loco McGraw). Так вплоть до 1970-х годов, когда он получил возможность, в 1976 году, присоединиться к актёрскому составу популярного сериала El Show de Eduardo II, с бывшим участником дуэта Los Polvoces Эдуардо Мансано, который в то время был очень популярен благодаря этому.  У Мансано был хороший актёрский состав второго плана в его шоу: такие актёры, как Ампарито Аросамена, Карлос Монден, Поло Ортин, Лаура Сапата,  Ребека Сильва и Мария Сорте. Более того, он позволял своим актёрам импровизировать, поэтому некоторые персонажи Луиса де Альбы стали очень популярными, особенно Пиррурис, который стал феноменом в конце семидесятых годов, вплоть до того, что в 1978 году получил возможность вести собственное телешоу в Помимо участия в нескольких успешных фильмах вместе с Альфонсо Заясом, Марибель Гуардиа, Иоландой Лиеваной, Педро Вебером «Чатануга» и другими.
Его самой запоминающейся телевизионной программой была «Мир Луиса де Альбы» (1978–1981), где регулярно появлялись Пиррурис и другие персонажи. После того, как эта программа прекратила выходить в эфир, актёр-комик на долгие годы отстранился от телевидения, но новые ретрансляции его старых программ оставались популярными. В 2004 году он вернулся, олицетворяя Пиррурриса, в программе Хорхе Ортиса де Пинедо под названием VIP-школа, комедии для взрослых, созданной в начальной школе, в которой учеников олицетворяют взрослые актёры, такие как Лус Елена Гонсалес, Рафаэль Инклан, Поло Поло и Чабело.
Он также был радиоактером в радиомыльной опере «Калиман, Невероятный человек» вместе с Луисом Мануэлем Пелайо. Здесь актёр-комик сыграл маленького Солина, его спутника по приключениям.
Мыльная опера по радио транслировалась с 1963 по 1991 год. Первоначально этот радиосериал был создан для радио в Мексике Рафаэлем Катберто Наварро и Модесто Васкесом Гонсалесом в 1963 году.
В 1986 году актёр получил премию TVyNovelas в номинации лучший актёр-комик за участие в телепередаче Карабин Амбросио.

## Фильмография

### Телесериалы
- 1958 — Гутьерритос — Хулио Сесар.
- 1985-2007 — Женщина, случаи из реальной жизни
- 2000 — Час-пик
- 2002-12 — Дон Франсиско представляет — камео.
- 2004-06 — Мятежники — камео.
- 2022 — Такой за это — Адвокат Брамбила

### Фильмы
- 1978 —
  - Мексиканская Пмкардия — Рыба.
  - Ночи кабаре
  - Они твоя перджуменская женщина — Эспиридион Пичинче.
  - Серьги-кольца — Бармен.